# Amazoni kúszósül
Az amazoni kúszósül más néven kapaszkodófarkú kúszósül (Coendou prehensilis) az emlősök (Mammalia) osztályának a rágcsálók (Rodentia) rendjébe, ezen belül a kúszósülfélék (Erethizontidae) családjába tartozó  faj.
Az állat a Coendou emlősnem típusfaja.
A Coendou sanctamartae (Allen, 1904) nevű állatot, korábban az amazoni kúszósül alfajának tekintették.

## Előfordulása
Dél-Amerika esőerdejében honos. Előfordul Brazíliában, Argentínában, Venezuelában, Guyanában, Suriname-ban, Francia Guyanában, Bolíviában, továbbá Trinidad szigetén is.

## Megjelenése

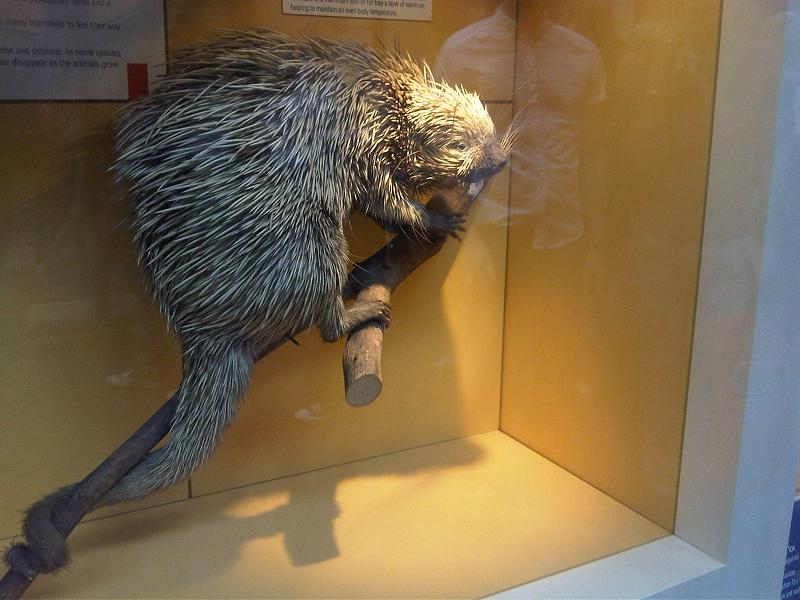
Kitömött amazoni kúszósül a londoni Természettudományi Múzeumban

A 33–34 centiméter hosszú farok a kapaszkodásra való. A tarajos sülhöz hasonlóan egész testét tüskék borítják, amik a védelmét szolgálják. Az amazoni kúszósülnek csak hasán nincs tüske, ha az amazoni kúszósült a földön egy jaguár lepi meg, egyetlen lehetősége a menekülésre, hogy összegömbölyödik és bízik tüskéiben, amelyek ilyenkor az állat erős bőrizomzatának összehúzódása következtében kimerevednek.

## Életmódja
Éjjel aktív, a nappalt az ágak között, vagy egy nagyobb fa üregében szundikálással tölti. Alkonyatkor aztán komótosan felmászik a növények csúcsára, és levelekkel, fiatal hajtásokkal, érett gyümölccsel táplálkozik. Az amazoni kúszósül javarészt fán lakó állat.

## Szaporodása
Az amazoni kúszósül 578 naposan ivarérett. A párzási időszak februárban történik. 70-80 napos vemhesség után az anyaállat általában 4 kölyköt hoz világra. Az újszülöttek átlagosan 408 grammosak, szőrük kezdetben még puha, azonban néhány nap alatt megkeményedik, és kialakulnak a kicsinyek védelméhez nélkülözhetetlen tüskék.